# 狼和七只小山羊

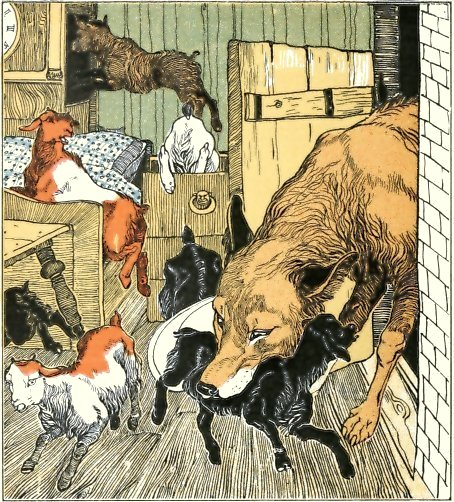
大灰狼袭击七只小羊

狼和七只小山羊（德語：Der Wolf und die sieben jungen Geißlein）是格林兄弟收集的一则德国童话故事，也是《格林童话》一书中的第5个故事。

## 故事梗概
羊妈妈要出去找吃的，于是告诫自己的孩子警惕狼的来袭。不一会儿狼来了，自称是小羊的妈妈。小羊对他说他的声音太粗，有點像馬。妈妈的嗓音是很细的。于是狼去買了一塊粉筆之後吞下一块粉筆好让声音变细。狼第二次去找小羊，小羊说他的爪子是黑色的，而妈妈的是白色的。狼于是到磨坊裡找了些面粉撒在自己的爪子上。当狼第三次去找小羊时，小羊最终把他放了进来。狼进来后，小羊们害怕得东躲西藏，狼把他们一一找出吞了下去，只剩下藏在鐘裡的最小的羊得以幸存。
羊妈妈回到了一片狼藉的家裡，明白發生了什么。她把最小的羊找了出来，一起到外面去找狼。他们发现狼正在睡觉，肚子裡面有东西在挣扎，便把狼的肚子剪开，另外的六只羊得以幸存。她又把石头放进了狼的肚子裡。狼醒来时，去到井边喝水，石头一下子让他掉进了井裡，狼被淹死了。

## 版本差异
- 在美国儿童文学作家理查德·斯凯瑞（Richard Scarry）的版本中，狼进屋时并没有把小羊吃掉，而是把他们装进了大袋子里，想把它带回自己的洞里。羊妈妈把袋子剪破，把孩子们放了出来。随后用石头把袋子填满。